# Liste von Osmanisten
Dies ist eine Liste von Osmanisten. Als Begründer der wissenschaftlichen Osmanistik, d. h. der Wissenschaft von der Geschichte und Kultur des Osmanischen Reiches, gilt der österreichische Diplomat und Orientalist Joseph Freiherr von Hammer-Purgstall (1774–1856).

## Übersicht
- Ömer Faruk Akün (1926–2016)
- Ahmet Refik Altınay (1881–1937)
- Franz Babinger (1891–1967)
- Patrick Balfour, 3. Baron Kinross (1904–1976)
- Mehmet Bayrak (* 1948)
- Dmitri Nikolajewitsch Boguslawski
- Dimitrie Cantemir (1673–1723)
- Murat Çağlayan (* 1974)
- Herbert W. Duda (1900–1975)
- Suraiya Faroqhi (* 1941)
- Caroline Finkel
- Elias John Wilkinson Gibb (1857–1901)
- Tayyib Gökbilgin
- Joseph von Hammer-Purgstall (1774–1856)
- Markus Koller
- Halil İnalcık (1916–2016)
- Nicolae Iorga (1871–1940)
- Machiel Kiel (1938–2025)
- Hans Joachim Kißling (1912–1985)
- Friedrich Kraelitz (1876–1932)
- Klaus Kreiser (1945–2024)
- Ahatanhel Krymskyj (1871–1942)
- Stanley Lane-Poole (1854–1931)
- Hans-Peter Laqueur (* 1949)
- Josef Matuz (1925–1992)
- Michail Serafimowitsch Meyer
- Johann Heinrich Mordtmann (1852–1932)
- Raoul Motika (* 1961)
- Wera Mutaftschiewa (1929–2009)
- Boris Nedkow
- Christoph K. Neumann (* 1962)
- Ignatius Mouradgea d’Ohsson (1740–1807)
- İlber Ortaylı (* 1947)
- Julius Heinrich Petermann (1801–1876)
- Donald Quataert (1941–2011)
- Hellmut Ritter (1892–1971)
- Witali Iwanowitsch Scheremet
- Stanford Shaw (1930–2006)
- Franz Taeschner (1888–1967)
- Maria Todorowa (* 1949)
- Rudolf Tschudi (1884–1960)
- Michael Ursinus (* 1950)
- Gilles Veinstein (1945–2013)
- Paul Wittek (1894–1978)
- Elizabeth Zachariadou (1931–2018)
- Erik-Jan Zürcher (* 1953)
- Pjotr Zwetkow